# Nalo Hopkinson
Nalo Hopkinson (Kingston, 20 de diciembre de 1960) es una escritora adscrita a los géneros de la ciencia ficción y fantasía que combina las tradiciones orales del Caribe y el arte narrativo escrito. Nació en Kingston, Jamaica. Pasó su infancia en Guyana y Trinidad y a los 16 años se mudó a Toronto, Canadá, donde vivió hasta el año 2011. Actualmente reside en Riverside, California.
Ha recibido diversos reconocimientos, entre ellos el premio Locus a la mejor primera novela por Brown Girl in the Ring, el premio Mundial de Fantasía a la mejor colección de historias con Skin Folk en 2002, o el premio Andre Norton de ciencia ficción y fantasía para jóvenes de 2014 por Sister Mine, mientras que recibió una nominación al premio Hugo en 2001 por Midnight Robber (2000) y al premio Nébula por el mismo libro, cuestión que repetiría en 2007 por The New Moon's Arms. Fue invitada de honor en Wiscon, una convención de ciencia ficción feminista, en el año 2002 y otra vez en el año 2020. 

## Obras
Novela
- Brown Girl in the Ring (1998)
- Midnight Robber (2000)
- The Salt Roads (2003)
- The New Moon's Arms (2007)
- The Chaos (2012)
- Sister Mine (2013)

Ficción corta
- A Habit of Waste (1996)
- Money Tree (1997)
- Tan-Tan and the Rolling Calf (1997)
- Riding the Red (1997)
- Slow Cold Chick (1999)
- Precious' (1999)
- Tan-Tan and Dry Bone (1999)
- Greedy Choke Puppy (2000)
- Ganger (Ball Lightning) (2000)
- Whose Upward Flight I Love (2000)
- The Glass Bottle Trick (2000)
- Something to Hitch Meat To (2001)
- Snake (2001)
- Under Glass (2001)
- Fisherman (2001)
- And the Lillies-Them A-Blow (2001)
- Delicious Monster (2002)
- Herbal (2002)
- Shift (2002)
- The Smile on the Face (2004)
- Men Sell Not Such in Any Town (2005)
- A Raggy Dog, a Shaggy Dog (2006)
- Soul Case (2007)
- Old Habits (2011)
- The Easthound (2012)

Antologías
- Whispers from the Cotton Tree Root: Caribbean Fabulist Fiction (2000)
- Mojo: Conjure Stories (2003).